# Eva Eisenhardt-Borsche
Eva Eisenhardt-Borsche (* 1955) ist eine deutsche Ärztin.
Eva Eisenhardt-Borsche ist Fachärztin für Allgemeinmedizin. Sie wurde 1984 mit einer Dissertation über Die Produkte der Esteraseregion von Chromosom 8 der Hausmaus in drei ausgewählten Organen: Lungen, Leber und Zunge in Freiburg zum Dr. med. promoviert. Seit 1993 ist sie ehrenamtlich für Interplast Deutschland tätig. Gemeinsam mit ihrem Mann, André Borsche, hat sie an 35 Einsätzen für Interplast in Indien, Nepal, Afrika, Jordanien, Iran, Tschetschenien und Südamerika teilgenommen. 
2013 wurde sie gemeinsam mit ihrem Mann für ihr langjähriges Engagement in Entwicklungsländern mit dem Kinderschutzpreis des Landesverbandes Rheinland-Pfalz des Deutschen Kinderschutzbunds ausgezeichnet. 2021 erhielt sie für ihren Einsatz für Interplast das Verdienstkreuz am Bande der Bundesrepublik Deutschland. 2024 wurde sie gemeinsam mit ihrem Mann von der Stadt Bad Kreuznach mit dem Ehrenbürgerrecht ausgezeichnet.
2021 kandidierte sie für die Ökologisch-Demokratische Partei für den Bundestag.